# My Spy - La città eterna
My Spy - La città eterna (My Spy: The Eternal City) è un film del 2024 diretto da Peter Segal e sequel di My Spy.

## Trama
Diversi anni dopo gli eventi del primo film, JJ e Sophie vivono come una famiglia mista a Langley , dove JJ ha accettato un lavoro d'ufficio presso la CIA . Mentre la madre di Sophie, Kate, lavora come infermiera in Ruanda , JJ fatica a soddisfare le esigenze di essere un padre di famiglia. Sophie partecipa solo con riluttanza all'allenamento quotidiano di arti marziali, ma è molto più interessata al suo compagno di classe Ryan. Quando il coro della scuola vince un concorso nazionale e gli viene permesso di recarsi in Italia  per esibirsi in Vaticano , Sophie vede l'occasione di confessare i suoi sentimenti a Ryan. Anche JJ si unisce al viaggio come accompagnatore per dimostrare alla figliastra che può essere un bravo padre.
Durante il viaggio ci sono inizialmente dei conflitti tra Sophie e JJ, poiché l'adolescente trova l'agente di controllo imbarazzante nei confronti dei suoi compagni di classe. Tuttavia, quando il migliore amico di Sophie, Collin, il figlio del superiore di JJ, David Kim, viene rapito dal mercenario Bishop Crane durante una sosta a Firenze , entrambi si ritrovano per scoprire i retroscena della cospirazione. Si scopre che l'organizzazione dietro Crane è entrata in possesso di un file che è stato effettivamente sequestrato dalla CIA, che contiene l'ubicazione di numerose bombe atomiche nascoste in valigie dell'era della Guerra Fredda . In cambio di suo figlio, Kim ora dovrebbe ottenere i codici di attivazione, motivo per cui il direttore della CIA si reca in Europa con l'analista Bobbi Ulf.
In una base militare della NATO , JJ, Sophie, Kim e Bobbi riescono a ottenere i codici di attivazione, motivo per cui d'ora in poi la CIA li considera dei rinnegati. Durante il previsto passaggio di consegne, la cliente precedentemente segreta di Bishop si scopre essere la terrorista Nancy Buck, che ha accompagnato per tutto il tempo il coro della scuola di Sophie travestita da vicepreside. Kim si scambia con suo figlio, ma contrariamente all'accordo, Collin non viene rilasciato e dovrebbe invece essere ucciso da Crane.
Utilizzando le telecamere stradali, Bobbi è in grado di rintracciare Crane per determinare il luogo in cui è tenuto Collin. Prima che Crane possa sparare all'adolescente, viene fermato da JJ, ma riesce a scappare. Per liberare il padre di Collin, il gruppo si reca in Vaticano, dove Buck ha piazzato una delle bombe per estorcere ingenti somme di denaro ai paesi del G7 . Insieme possono liberare Kim, uccidere Crane, fermare un'imminente detonazione e fermare Buck.
Tornato negli Stati Uniti, JJ viene riconosciuto dalla figliastra come padre grazie alle loro esperienze condivise. Sophie, dal canto suo, inizia una relazione con Collin dopo che Ryan ha preferito evitare situazioni pericolose in Italia piuttosto che aiutare Sophie. Anche David Kim e Bobbi hanno sviluppato sentimenti romantici l'uno per l'altro durante il viaggio dopo che entrambi avevano già finto di essere una coppia sposata nella base militare italiana.

## Promozione
Il primo trailer del film è stato diffuso il 12 giugno 2024.

## Distribuzione
Il film è stato distribuito su Prime Video il 18 luglio 2024.